# Ordovicium–silur-utdöendet
Ordovicium–silur-utdöendet, eller ordoviciumutdöendet, är det tredje största av de fem stora massutdöenderna i jordens historia räknat efter antalet procent av släkten som dog ut samt det näst största i den totala förlusten av liv. Mellan ungefär 450 och 440 miljoner år sedan verkar två utdöenden ha inträffat, skilda från varandra med en miljon år.
Utdöendet var det andra största bland det marina livet, och hamnar endast efter Perm-trias-utdöendet. Vid den tidpunkten fanns all känt liv i haven och oceanerna. Mer än 60% av de marina ryggradslösa djuren dog ut inklusive två-tredjedelar av alla armfotingar- och mossdjursfamiljer. Särskilt påverkade blev armfotingarna, musslor, tagghudingar, mossdjur och koraller. 
Den omedelbara orsaken till utdöendet tycks vara kontinentaldriften som drev en stor landmassa mot Sydpolsregionen vilket orsakade en global nedkylning, globala nedisningar samt sänkning av vattennivån som förstörde habitat för djuren runt kontinentalsockeln. Bevis för denna hypotes hittades genom fyndigheter i Saharaöknen. När Gondwana passerade över sydpolen i ordovicium blev det en global nedkylning till den grad att det var omfattande kontinentalnedisningar. Denna nedisning orsakade en global vattennivåsänkning då stora mängder av vatten bands till isen. En kombination av en sänkning av havsnivån, reducerad habitatutrymmen på kontinentalsockeln i samband med nedkylningen orsakad av själva nedisningen är troliga orsaker till Ordovicium utdöendet.